# Медаль Н. К. Крупської
Медаль Н. К. Крупської — відомча медаль Міністерства освіти СРСР, запроваджена Постановою Ради міністрів СРСР від 21 липня 1967 року.

## Правила нагородження
Постановою Ради міністрів СРСР від 21 липня 1967 р. запроваджена медаль Н. К. Крупської, яка вручалася «вчителям, вихователям, працівникам органів народної освіти та діячам педагогічних наук, що особливо відзначилися в навчанні та вихованні підростаючого покоління». Нагородження медаллю проводилося міністром освіти СРСР.

## Опис медалі
Медаль має форму правильного кола діаметром 27 мм, виготовлена зі срібла. Зображення та написи на медалі опуклі. На лицьовій стороні медалі — погрудне зображення Крупської. У верхній частині зворотного боку — серп і молот. По центру — напис у 5 рядків: «ЗА ЗАСЛУГИ/ В ОБУЧЕНИИ И / КОММУНИСТИЧЕСКОМ / ВОСПИТАНИИ / СССР». Абревіатура «СССР» відокремлена від загального тексту рискою, під абревіатурою — точка. Зворотний бік обрамлений бортиком. Медаль за допомогою вушка та кільця з'єднана з чотирикутною колодкою розміром 25×16 мм, що має з боків виїмку. Уздовж підстави колодки — прорізи. Внутрішня частина колодки покрита червоною шовковою муаровою стрічкою шириною 20 мм. По боках стрічки — дві поздовжні жовті смужки шириною по 1 мм. Бічні краї стрічки облямовані червоною смужкою шириною 1,5 мм. На зворотному боці колодки — шпилька для кріплення знака до одягу. Маса медалі з колодкою становить 20 грам. Медаль носили на правій стороні грудей. Державною премією імені Н. К. Крупської (1984) — за виконання ролі мами Каті у фільмі «Не хочу бути дорослим» (1982) була нагороджена заслужена артистка РРФСР Наталія Варлей.